# TC Rot-Weiss Casino Mainz
Der Tanz-Club Rot-Weiss Casino Mainz e. V. (kurz TC RWC) ist ein Tanzsportclub in Mainz, Rheinland-Pfalz. Er ist Mitglied im Deutschen Tanzsport-Verband (DTV) und dem Tanzsportverband Rheinland-Pfalz sowie dem Deutschen Olympischen Sportbund (DOSB) und dem Landessportbund Rheinland-Pfalz.

## Geschichte
Der Verein wurde 1949 von ehemaligen Tanzschülern der Tanzschule Lala Führ gegründet. 1971 war ein erster Ball „Mainz grüßt Lateinamerika“ im Kurfürstlichen Schloss zu Mainz und 1978 ein erster „Ball des Weines“ als Hommage an die Weinstadt Mainz.
1996 war er Ausrichter der Standard-Weltmeisterschaft der Senioren I in der Rheingoldhalle in Mainz. Weltmeister wurden Hans Jürgen und Ulrike Burger vom befreundeten Tanzclub Blau-Orange Wiesbaden.

## Tanzsportliches Angebot
- Turniertanz Standard und  Latein
- Turniertanz Formation
- Stepptanz
- Hip-Hop
- Salsa
- Breitensport für Erwachsene, Kinder und Jugendliche

Das Training findet in verschiedenen Mainzer Bürgerhäusern und im eigenen Clubraum in der Sporthalle in Mainz-Gonsenheim statt.

## Tanzsportliche Erfolge
Für ihre Verdienste um den Sport in Mainz durften sich das Ehepaar Kiefer und das A-Team der Standardformationen am 27. November 2006 in einer Feierstunde im Mainzer Rathaus in das Ehrenbuch der Stadt Mainz eintragen.

### Einzelpaare
- Monika und Bernd Kiefer:
  - Weltmeister der Senioren II Standard 2006
  - Vizeweltmeister der Senioren I Standard 1997
  - German Open Champion der Senioren II 2003, 2004, 2005, 2006
  - Goldenes Tanzsportabzeichen für 100 Siege in der Sonderklasse
  - Landesmeister der Senioren S-Standard 1994 bis 2003

- Jutta Jörg und Peter Esmann
  - Finalisten der Deutschen Meisterschaft über 10 Tänze
  - Finalisten der Deutschen Meisterschaft der Hauptgruppe Standard
  - Finalisten der Deutschen Meisterschaft der Hauptgruppe Latein
  - Mehrfache Gebietsmeister über 10 Tänze
  - Landesmeister der Hauptgruppe S-Standard 1980 bis 1985
  - Landesmeister der Hauptgruppe S-Latein 1978 bis 1980, 1982, 1983

- Bärbel Viehl und Helmut Petschenka
  - Mehrfache Finalisten der Gebietsmeisterschaften über 10 Tänze
  - Landesmeister der Hauptgruppe S-Latein 1981

- Jutta und Peter Schulz
  - Landesmeister der Hauptgruppe S-Standard 1978 bis 1979
  - Internationale Österreichische Meister Senioren I A 1983
  - Deutsche Vizemeister Senioren I A 1984
  - Landesmeister der Senioren II S-Standard 2001

### Formationen

#### Standard

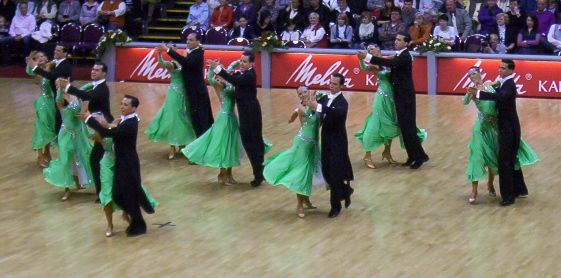
Das A-Team bei der Deutschen Meisterschaft der Formationen 2008

Im Jahr 1994 wurde die Standardformation gegründet, 1999 folgte die Gründung des B-Teams, 2005 die des C-Teams. Das A-Team stieg 2002 in die 1. Bundesliga Standard auf.
Bis zur Saison 2008/09 war die Mannschaft ununterbrochen in dieser Liga am Start, stieg dann aber in die 2. Bundesliga Standard ab. In der gleichen Saison gewann das B-Team des TC Rot-Weiss Casino Mainz die Regionalliga Süd Standard. Auch das Aufstiegsturnier zur 2. Bundesliga Standard konnte das Team gewinnen und sich so den Aufstieg auch des B-Teams in die 2. Bundesliga sichern.
In den Saisons 2010/11 und 2011/12 starteten zwei Teams des TC Rot-Weiss Casino Mainz; das A-Team in der 2. Bundesliga und das B-Team in der Regionalliga Süd Standard. Das B-Team gewann die Saison 2011/12 in der Regionalliga Süd und erreichte mit dem 2. Platz im Relegationsturnier den Aufstieg in die 2. Bundesliga.
Im Juli 2012 zog der Verein sein A-Team aus der 2. Bundesliga Standard zurück, das B-Team wurde damit zum A-Team. Auf den so freigewordenen Startplatz in der 2. Bundesliga Standard rückte das Team des T.T.C. Rot-Weiss-Silber Bochum nach. Da das B-Team des TC Rot-Weiss Casino Mainz Zweitplatzierter des Aufstiegsturniers in der Saison 2011/12 wurde und somit den Aufstieg in die 2. Bundesliga Standard schaffte, trat der Verein auch in der Saison 2012/13 wieder in dieser Liga an. Ende Oktober 2013 zog der Verein sein A-Team erneut aus der 2. Bundesliga Standard zurück. Auf den Startplatz rückte der TSC Rot-Weiß Rüsselsheim nach.
In der Saison 2015/16 trat wieder eine Standardformation des TC Rot-Weiss Casino Mainz in der Regionalliga Süd Standard an. Am Ende der Saison 2017/18 folgte der Aufstieg in die 2. Bundesliga Standard. Musikalisches Thema in der Saison 2018/19 war „Glamour Is Back“. Trainer der Standardformation waren in dieser Saison Julia Hofmann, Jens Lotz und Markus Mengelkamp.
2019 haben Yvonne Scheller und Markus Mengelkamp das Team übernommen und mit der Choreographie „Watch the Movies“ auf Platz 2 der 2. Bundesliga Süd geführt. Durch die Pandemie bedingt war die nächste Saison erst 2022. Dort erreichte das Team mit der neuen Choreographie „Joyride“ mit Titel von Roxette, die Tabellensieg und stieg auf dem folgenden Aufstiegsturnier in Nienburg in die 1. Bundesliga auf.

#### Latein
Im Jahr 1993 wechselte die Lateinformation des Tanzclubs Metropol Wiesbaden geschlossen nach Mainz. Die Formation ging unter der Trainerin Bärbel Viehl-Petschenka in der Oberliga Süd Gruppe Nord Latein an den Start und stieg in die Regionalliga auf. 1995 übernahm Stephan Frank den Trainerposten. Die Formation pendelte zwischen Oberliga und Regionalliga, bis sie sich im Jahre 1996 wegen Mangel an Aktiven auflöste.

## Veranstaltungen
- Frühjahr: Formationsturnier in Ligen mit eigener Beteiligung
- September: „Ball des Weines“ im Bürgerhaus Hechtsheim
- November: „Mainz grüßt Lateinamerika“ Festlicher Ball im Kurfürstlichen Schloss mit Ranglistenturnier in den lateinamerikanischen Tänzen der höchsten deutschen Klasse. (Findet seit 2018 nicht mehr statt)

Dazu kommen Sportturniere in verschiedenen Startklassen, Veranstaltungen zum „Tag des Tanzes“ des Deutschen Tanzsportverbandes, Abnahmen des Deutschen Tanzsportabzeichens (DTSA) und der Clubtanzabend für alle Tanzinteressierten und der Breitensportgruppen.